# Base Aérea de Natal

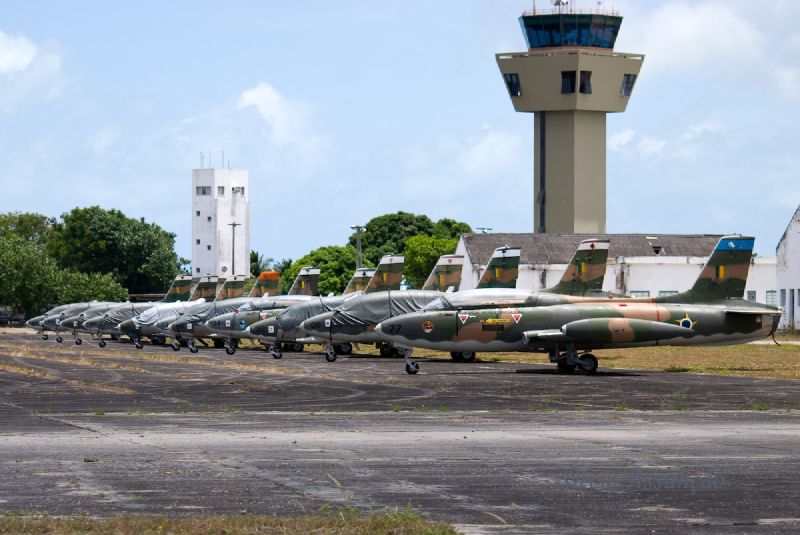
Base Aérea de Natal em 2008.

A Base Aérea de Natal (BANT) é uma base da Força Aérea Brasileira localizada na cidade de Parnamirim a menos de 20 km da capital do Rio Grande do Norte. Hoje é a Ala 10.

## Unidades aéreas
Em 2014, operavam na Base Aérea de Natal as seguintes unidades da FAB:
- 2° Esquadrão do 5° Grupo de Aviação (2º/5º GAv), o Esquadrão Joker, a primeira unidade da FAB a operar os A-29 (Embraer EMB-314 Super Tucano) com a missão de formar os novos pilotos de caça da FAB.
- 1º Esquadrão do 11º Grupo de Aviação (1º/11º Gav), o Esquadrão Gavião, com aeronaves H-50 Esquilo, com a missão de formar os novos pilotos de helicóptero da FAB.
- 1º Esquadrão do 5º Grupo de Aviação (1º/5º GAv), o Esquadrão Rumba, com aeronaves C-95 (Embraer EMB-110 Bandeirante). O Esquadrão Rumba é responsável pela formação dos pilotos de transporte, patrulha e reconhecimento da FAB.
- 1° Esquadrão do 8° Grupo de Aviação (1°/8° Gav), o Esquadrão Falcão, com aeronaves H36 Caracal. O Esquadrão Falcão é responsável por Busca e Salvamento - SAR.

A base contava ainda com um C-98 (Cessna 208 Caravan) para missões administrativas.